# Praille - Acacias - Vernets
Pour les articles homonymes, voir PAV.

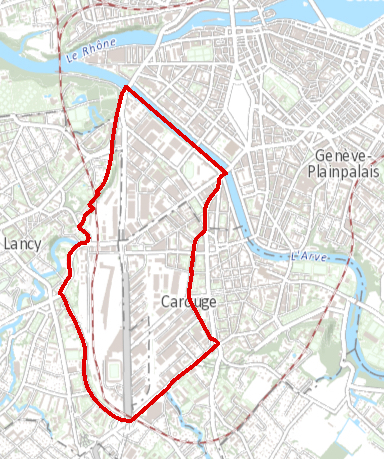
Périmètre du projet PAV.

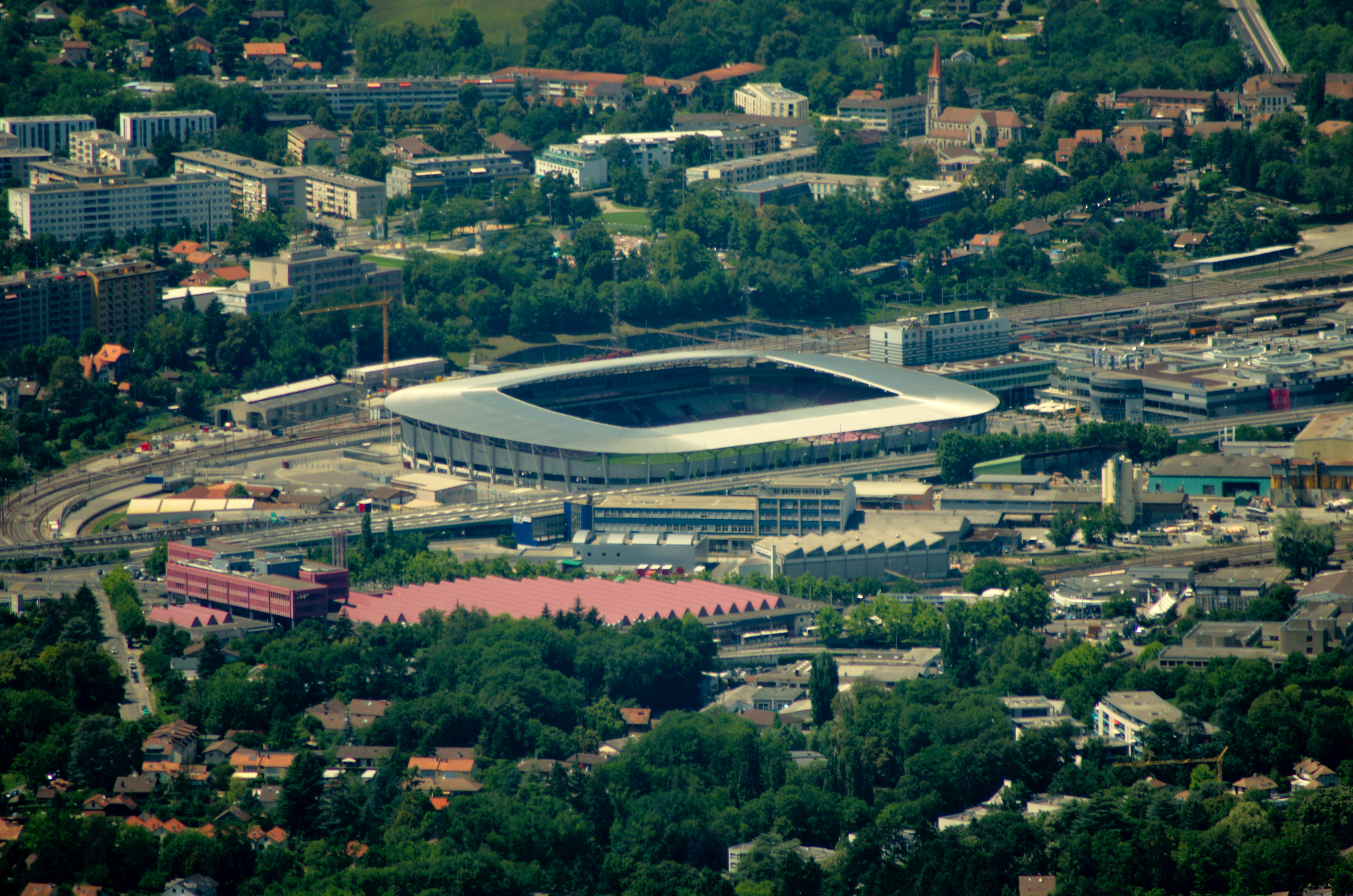
Le quartier de la Praille et le stade de Genève vus depuis le Salève.

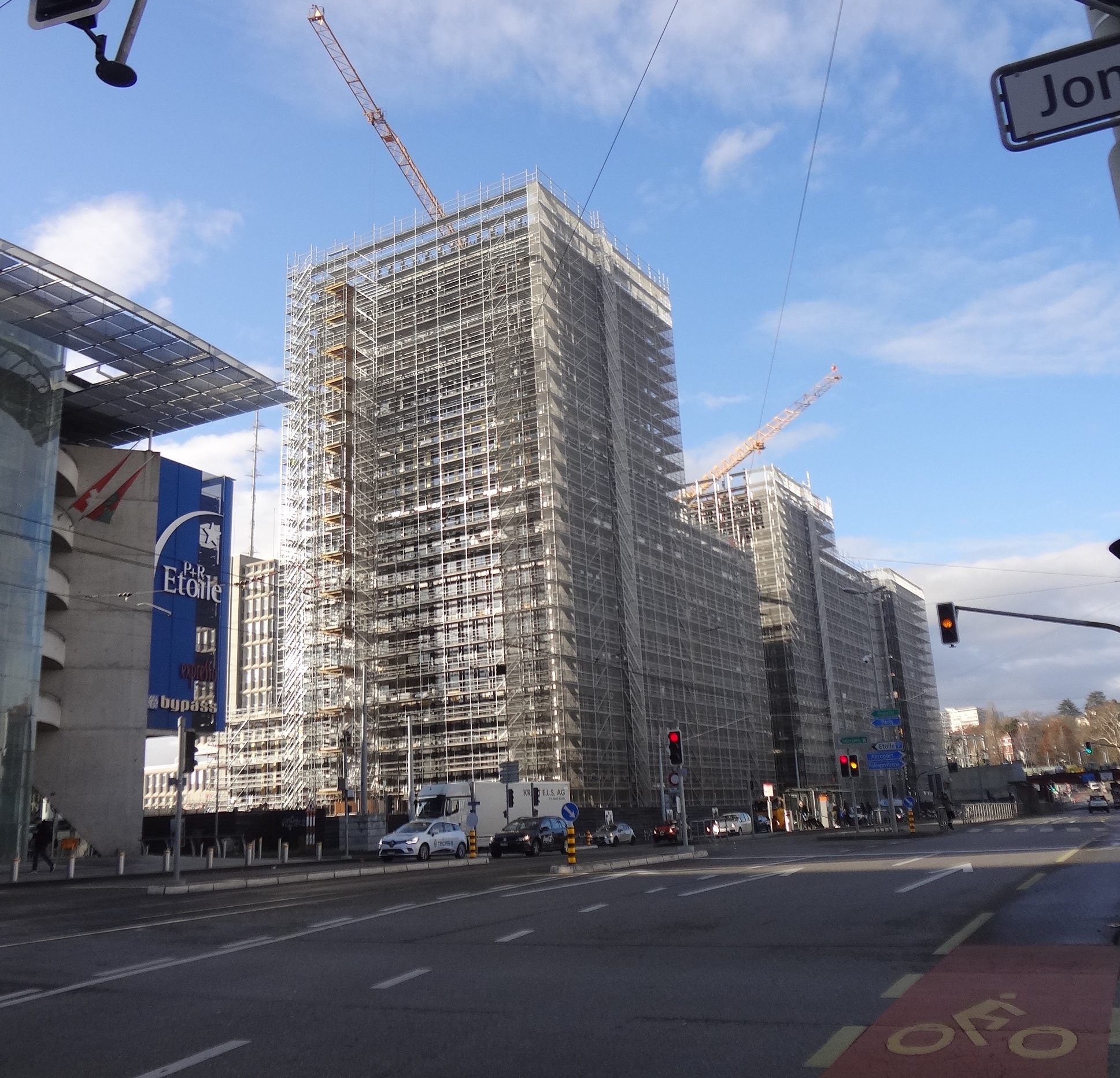
Tours en construction dans le cadre du projet, novembre 2017.

On désigne par l'appellation « Praille Acacias Vernets » (PAV) le vaste projet de régénération urbaine situé sur le territoire des communes de Genève, Lancy et Carouge, dans le canton de Genève, en Suisse. Il représente le plus grand potentiel de logements pour le canton et s'inscrit dans le Plan directeur cantonal 2030.

## Historique
Lancé au début des années 2000 sur proposition d'architectes suisses, reprise par le Conseil d'État et inscrite dans la loi cantonale, le projet s'inscrit sur un secteur industriel à fort potentiel de développement, compte tenu des infrastructures de transport présentes (notamment la gare de triage de La Praille) et de la proximité à la fois du centre urbain de Genève et de la périphérie rurale.
En 2012 la ville de Genève engage Nathalie Luyet Girardet en qualité de responsable de l'Office de l'urbanisme afin d'assumer le développement du secteur Praille Acacias Vernet 
En octobre 2022, le Conseil municipal de la Ville de Genève a préavisé favorablement un plan localisé de quartier dit « Acacias 1 », concernant une zone entre la route des Jeunes, la route des Acacias et les bâtiments de Rolex. Ce plan a fait l’objet d’un référendum populaire, les opposants estimant que la proportion attribuée au logement était insuffisante. Lors de la votation du 19 juin 2023, le plan a été accepté avec 62 % de oui (participation 38 %),. 

## Projet
Les autorités genevoises évaluent la capacité du futur quartier réaménagé à 11 000 logements et 11 000 emplois.
Le territoire du projet s'étend sur 230 hectares au sud de la commune de Genève. La loi votée sur le dossier en juin 2014 encadre la programmation du projet sur 140 hectares. 

## Équipements concernés
Plusieurs grands équipements sont présents sur le périmètre, comme le Stade de Genève, le parc-relais de l'Étoile, la patinoire des Vernets et le centre commercial de la Praille.
La réalisation des différents projets s'accompagne de la réalisation du CEVA, via la reconstruction de la gare de Lancy-Pont-Rouge et la création de celle de Lancy-Bachet, qui participeront de la connexion du quartier au réseau ferroviaire international.
Le projet concerne aussi la caserne des Vernets, qui doit être remplacée par un quartier d’habitation.
Le « Pavillon Sicli » se trouve dans le périmètre. Il a été acquis par l’État de Genève en 2011 pour le transformer en lieu culturel.